# Chthonos quinquemucronata
Chthonos quinquemucronata är en spindelart som först beskrevs av Simon 1893.  Chthonos quinquemucronata ingår i släktet Chthonos och familjen strålspindlar. Inga underarter finns listade i Catalogue of Life.